# Angebotspolitik
Angebotspolitik (auch angebotsorientierte Wirtschaftspolitik) im engeren Sinne ist eine makroökonomische Theorie, die besagt, dass Wirtschaftswachstum am effektivsten durch Senkung von Steuern und Verringerung staatlicher Regulierungen geschaffen werden kann.
Im weiteren Sinne bezeichnet Angebotspolitik allerdings auch wirtschaftspolitische Konzepte, die davon ausgehen, dass Wachstum und Beschäftigung in erster Linie durch bessere Bedingungen auf der Angebotsseite gefördert werden können. Diese Vorstellung geht unter anderem auf das Say’sche Theorem zurück, welches besagt, dass jedes Angebot sich selbst seine Nachfrage schaffe.
Durch angebotsorientierte Wirtschaftspolitik sollen Verbraucher von einem größeren Angebot an Waren und Dienstleistungen zu niedrigeren Preisen profitieren und die Beschäftigung soll zunehmen. Speziell im angelsächsischen Raum wird das Postulat eines solchen Effekts oft auch als Trickle-down-Theorie kritisiert.
Die Laffer-Kurve ist eine der zentralen Theorien der Angebotspolitik im engeren Sinne. Sie bezeichnet eine Beziehung zwischen Steuersätzen und Staatseinnahmen, die besagt, dass Steuersenkungen bei einem zu hohen Steuersatz aufgrund des dann stärkeren Wirtschaftswachstums zu höheren Staatseinnahmen führen können.
Der Begriff angebotsorientierte Wirtschaftspolitik wurde erstmals 1976 von Herbert Stein, einem ehemaligen Wirtschaftsberater von Präsident Richard Nixon verwendet. Dahinter stehen die Ideen der Ökonomen Milton Friedman, Arthur Laffer und Robert Mundell. Einzelne Thesen der so verstandenen Angebotspolitik sind Konsens unter Ökonomen, andere sind umstritten oder widerlegt.
In Deutschland steht die Angebotspolitik, entgegen der Minimalstaatskonzepte etwa amerikanischer Ökonomen, in der Tradition des Ordoliberalismus und der sozialen Marktwirtschaft. Eine häufige Forderung lautet beispielsweise, den Staat auf seine Kernaufgaben (als Hüter der Wettbewerbsordnung) zurückzuführen.

## Grundlagen

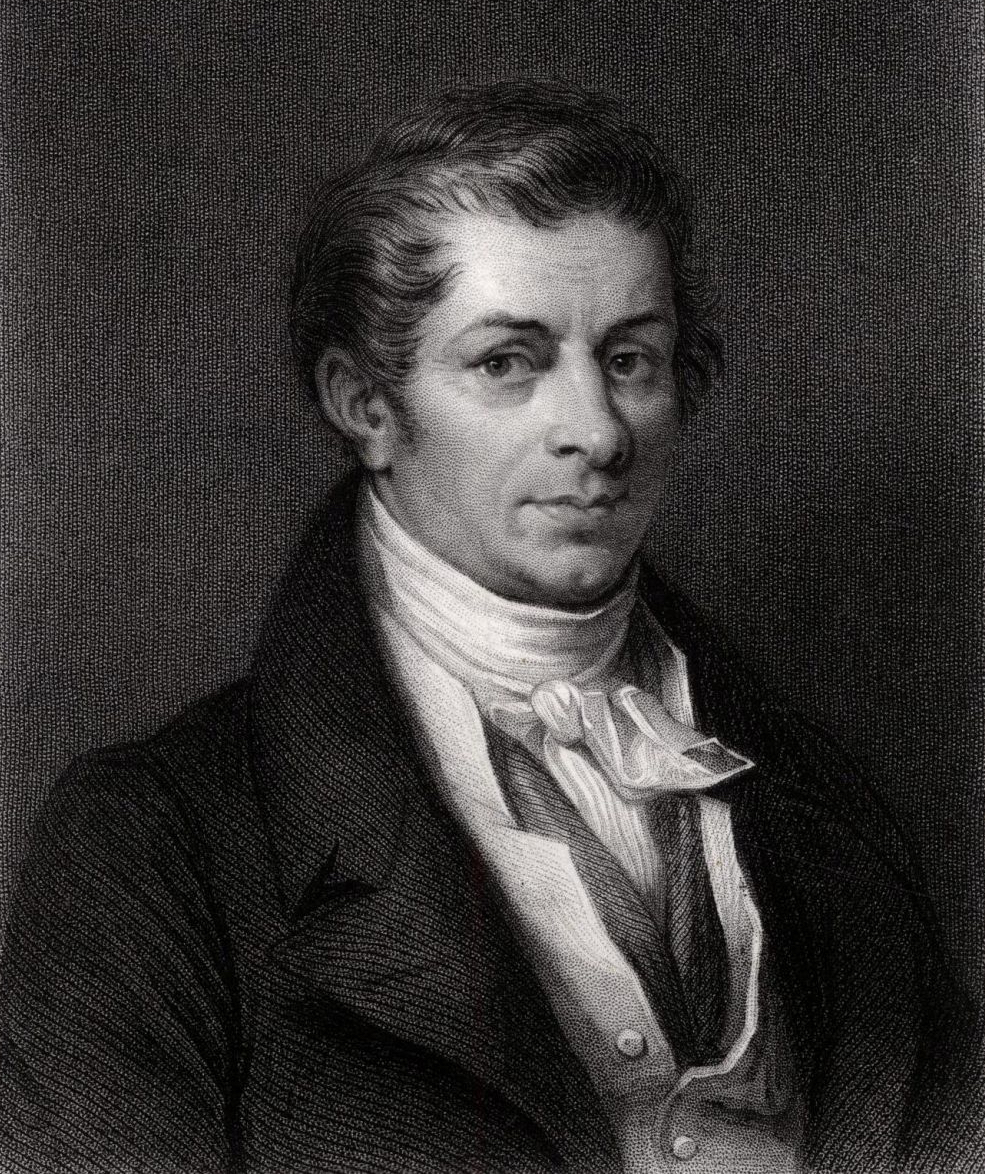
Jean-Baptiste Say

Die angebotsorientierte Wirtschaftspolitik geht wie in der klassischen Nationalökonomie davon aus, dass Produktion bzw. Angebot der Schlüssel zum wirtschaftlichen Wohlstand und dass Konsum bzw. Nachfrage daraus nur eine sekundäre Konsequenz sind. Diese Idee war schon früh im Say’schen Theorem formuliert worden: Jedes Angebot schafft sich seine Nachfrage selbst. Jean-Baptiste Say ist daher auch als „Vater der Angebotstheorie“ (im weiten Sinne) zu sehen.
Das Ziel jeder Wirtschaftspolitik müsse ferner eine Verbesserung der Rahmenbedingungen (geringere Steuern, Abbau von Regulationen …) für Unternehmer sein. Denn dadurch würden sich die Renditeerwartungen der Unternehmen verbessern, was zu höheren Investitionen und mehr Arbeitsplätzen führe. Was moderne Angebotspolitik vom klassischen Liberalismus unterscheidet, ist, dass niedrige Steuern nicht mehr ideologisch, sondern ökonomisch begründet werden. So lehnten klassische Liberale Steuern ab, weil sie den Staat kritisierten, wobei die Besteuerung die offensichtlichste Form des staatlichen Einflusses auf die Gesellschaft war. Das liberale Argument war, dass jeder Mensch ein Recht auf sich und sein Eigentum habe und eine Besteuerung daher unmoralisch und von fragwürdiger rechtlicher Grundlage sei. Demgegenüber argumentierten Ökonomen der Angebotspolitik dafür, Steuern zu senken, weil dies über mehrere Zwischenschritte zu höherem Wirtschaftswachstum und somit zu mehr Wohlstand und Effizienz führen würde. So können, wenn Steuern gesenkt werden, Steuerpflichtige bei gleicher Arbeit mehr von ihrem Gehalt einbehalten („Mehr Netto vom Brutto“). Dadurch seien die Leistungsanreize höher und es würde daher härter gearbeitet und mehr gespart.
Wenn Unternehmen mehr von ihren Gewinnen behalten und sich von staatlichen Vorschriften lösen können, würden sie mehr investieren. Dieses zusätzliche Arbeitskraft- und Kapitalangebot sowie die zusätzlichen Investitionen werden zu einer Ausweitung des Angebots an Waren und Dienstleistungen führen, so die Annahme. Dadurch würden gleichzeitig Inflation und Arbeitslosigkeit verringert werden.
Angebotspolitische Überlegungen gehen dabei auch auf einen frühen Vertreter der neoklassischen Wirtschaftstheorie, Alfred Marshall zurück, der 1890 die Grenzwertlehre entwickelte. Nach dieser Lehre haben die Unternehmen ein Interesse daran, so lange Arbeitnehmer einzustellen, bis der Lohn, den das Unternehmen einem weiteren Arbeitnehmer zahlen müsste, genauso hoch ist wie der Gewinn, den dieser Arbeitnehmer erwirtschaften würde. Verbessern sich (so die Theorie) nun die Bedingungen für die Unternehmen, so dass die Gewinne steigen, steigt die Produktivität der Arbeitnehmer. Das setzt den Unternehmen einen Anreiz, das Beschäftigungsvolumen zu erhöhen und höhere Löhne zu zahlen. Auf diese Weise profitieren dann auch die Arbeitnehmer.
Die angebotsorientierte Wirtschaftspolitik im engeren Sinne entwickelte sich in den Vereinigten Staaten als eine Antwort auf die Stagflation der 1970er Jahre. Sie stützte sich auf eine Reihe nicht-keynesianischer wirtschaftlicher Theorien, darunter die Chicago School und die Neue Klassische Makroökonomik. Als wichtigste Ökonomen sind dabei Milton Friedman, Arthur Laffer und Robert Mundell zu nennen.

## Angebotspolitik in den USA und Großbritannien

### Reaganomics

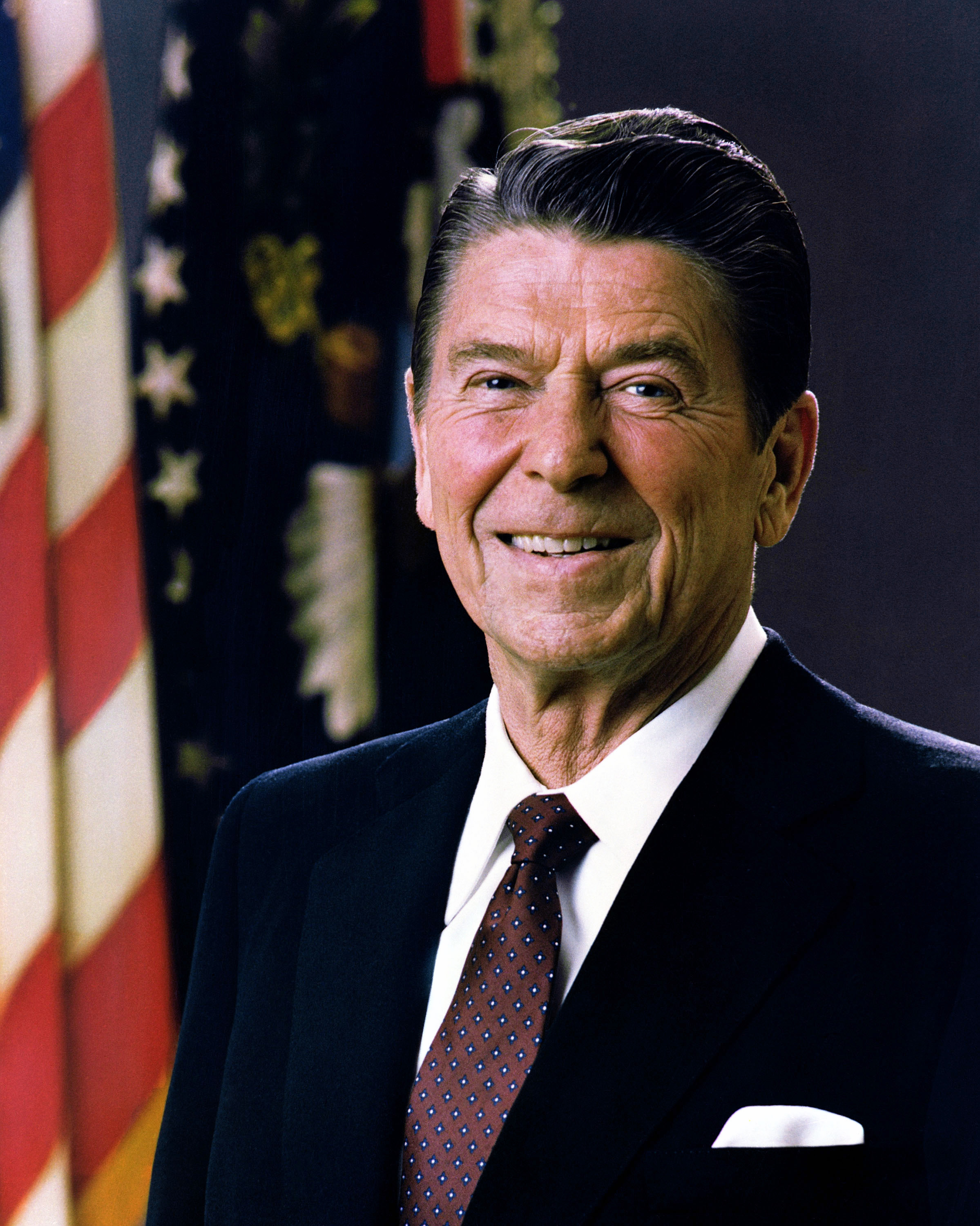
Ronald Reagan

In den USA setzen viele politische Kommentatoren die angebotsseitige Wirtschaftspolitik mit Reaganomics gleich. Die Finanz- und Wirtschaftspolitik unter dem US-Präsidenten Ronald Reagan basierte weitgehend auf einer angebotsorientierten Wirtschaftspolitik. Die vier Säulen von Reagans Wirtschaftspolitik bestanden darin, das Wachstum der Staatsausgaben zu verringern, die Einkommensteuer auf Bundesebene und die Kapitalertragsteuer zu senken, die staatliche Regulierung zu verringern und das Geldmengenwachstum zu reduzieren, um die Inflation zu senken.
Während des Wahlkampfes popularisierte Reagan den Begriff der angebotsorientierten Wirtschaftspolitik und versprach eine allgemeine Senkung der Einkommensteuer und eine noch stärkere Senkung der Kapitalertragsteuer sowie Deregulierungen. Während der Präsidentschaftskampagne 1980 bezeichnete Reagan die zweistellige Inflation in den USA als das größte wirtschaftliche Problem.
Paul Volcker, der damalige Vorsitzende der US-Notenbank, verfolgte eine monetaristische Geldpolitik, d. h. er erhöhte die Leitzinsen, um das Wachstum der Geldmenge zu verringern, um so die Inflationspsychologie zu brechen und die Inflationserwartungen aus dem Wirtschaftssystem herauszudrücken.
Der US-Kongress unter Reagan verabschiedete verschiedene Steuerreformen, darunter den Tax Reform Act of 1986, welcher die Einkommens- und Kapitalertragssteuern über einen Zeitraum von fünf Jahren um 749 Milliarden US-Dollar senken würde. Dabei wurden auch das Steuersystem vereinfacht, die Anzahl der Steuerklassen reduziert und die Spitzensteuersätze gesenkt. Die Befürworter der Angebotspolitik argumentierten, dass diese Steuersenkungen zu mehr Wirtschaftswachstum führen, wodurch sich das Steuereinkommen des Staates in Summe nicht reduziere. Jedoch gingen in Folge die Steuereinnahmen des Staates zurück, und die Staatsverschuldung stieg stark an. Das Finanzministerium der Vereinigten Staaten untersuchte 2017 die Steuersenkungen unter der Reagan-Administration sowie deren Auswirkungen und kam zu dem Schluss, dass sich die Steuereinnahmen im Vergleich zu einer Basislinie erheblich reduziert hatten. Der Haushaltsentwurf von 1990 kam ebenfalls zu dem Schluss, dass die Steuersenkungen unter Reagan zu einer Verringerung der Steuereinnahmen geführt hatten.
Reagan erleichterte oder beseitigte Preiskontrollen für Öl und Erdgas, Kabelfernsehen, Ferngespräche, zwischenstaatliche Busverbindungen und Seeschifffahrt. Die Banken durften in ein etwas breiteres Spektrum von Vermögenswerten investieren, und der Geltungsbereich der Kartellgesetze wurde eingeschränkt. Die Reagan-Administration schlug keine Änderungen der Rechtsverordnungen durch die EPA und anderer Behörden vor, reduzierte jedoch die Anzahl neuer Verordnungen nach geltenden Gesetzen.
Die Ergebnisse der Reaganomics werden immer noch kontrovers diskutiert. Unterstützer weisen auf das Ende der Stagflation, ein stärkeres Wachstum des Bruttoinlandsprodukts sowie die Gründerphase und den Wirtschaftsboom in den folgenden Jahrzehnten hin. Kritiker verweisen auf die zunehmende Ungleichheit der Gesellschaft und die Verdreifachung der Staatsverschuldung innerhalb von acht Jahren.

### Thatcherismus

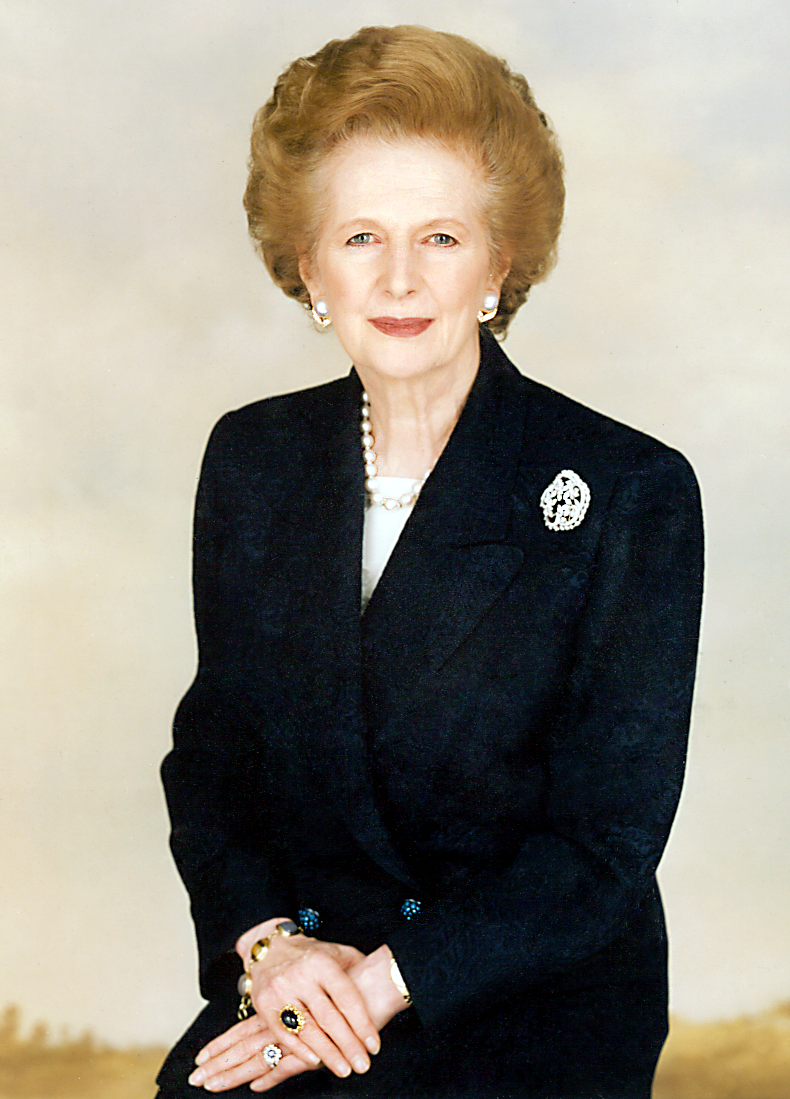
Margaret Thatcher

Die Wirtschaftspolitik der britischen Premierministerin Margaret Thatcher wird ebenfalls als angebotsorientierte Wirtschaftspolitik bezeichnet. Die Bestandteile des Thatcherismus waren Privatisierungen, Deregulierungen, eine Verringerung des Einflusses der Gewerkschaften, Steuerreformen und eine monetaristische Geldpolitik. Anders als unter Ronald Reagan standen allerdings Privatisierungen und Deregulierungen und nicht Steuersenkungen im Zentrum von Thatchers Politik.
Thatcher sah sich, wie Reagan, bei ihrem Amtsantritt mit einer wirtschaftlichen Stagflation, also hoher Arbeitslosigkeit und hoher Inflation konfrontiert. Es wurden zwar fiskalpolitische Reformen durchgeführt, einschließlich einer Umstrukturierung der Steuern durch Erhöhung der Mehrwertsteuer bei gleichzeitiger Senkung der Einkommensteuersätze und insbesondere durch Indexierung der Transferzahlungen auf Preise und nicht auf Löhne, um einen ausgeglichenen Haushalt wiederherzustellen. Aber hauptsächlich wurde die Industriepolitik verringert und Subventionen gekürzt und viele staatseigene Unternehmen wurden privatisiert. Außerdem erfolgte eine Liberalisierung und Deregulierung der Finanzmärkte, welche Thatcher 1986 als „Big Bang“ bezeichnete. Durch Rechtsreformen der Arbeitsbeziehungen wurde die Verhandlungsmacht der Gewerkschaften, die zunächst durch die hohe Arbeitslosigkeit geschwächt worden war, weiter verringert. Daneben verfolgte Thatcher eine monetaristische Geldpolitik, um die Inflation zu senken.
Thatchers Regierung versuchte in der ersten Amtszeit zunächst, die Inflation mittels einer monetaristischen Geldpolitik in den Griff zu bekommen. Von 1974 bis 1981 lag sie jedes Jahr über 10 %. Die Zinssätze wurden nach Thatchers Amtsantritt 1979 von 12 % auf 17 % erhöht, was zu einem starken Rückgang der Inflation führte. Die Folge war aber auch, dass Großbritannien eine schwere Rezession mit Arbeitslosigkeit über 12 % erlebte. Diese stabilisierte sich in den 80er Jahren jedoch wieder und sank unter 7 %. Die geringe Inflation war für den ökonomischen Boom, der darauf folgte, mitverantwortlich.
Während Thatchers Regierungszeit wurden viele unrentable Staatsunternehmen geschlossen oder privatisiert. Während ihrer zweiten Amtszeit wurden die staatlichen Versorgungsunternehmen wie British Telecom (1984) und British Gas (1986) privatisiert. Daneben wurden auch andere staatliche Unternehmen wie British Airways (1984), Jaguar Cars (1984), der Heathrow Airport (1986), Rolls-Royce (1987), British Steel (1988) oder Thames Water (1989) verkauft. Als Margaret Thatcher 1990 als Premierministerin abgelöst wurde, waren mehr als 40 staatliche Unternehmen in Großbritannien mit 600.000 Beschäftigten privatisiert worden. Über 60 Milliarden GBP an Staatsvermögen wurden verkauft, und der Anteil der verstaatlichten Industrien an der Beschäftigung ging von 9 % auf unter 2 % zurück. Daneben wurde 1986 die britische Finanzindustrie dereguliert. Dadurch stieg die City of London zu einem der wichtigsten Finanzplätze der Welt auf.
Der britische Protektionismus wurde durch die Handelsliberalisierung mit den GATT-Verhandlungen, dem Beitritt zur Europäischen Gemeinschaft im Jahr 1973 und der Reduktion von Industriesubventionen und Devisenkontrollen beendet. Ferner wurde in den 90er Jahren die europäische Binnenmarktgesetzgebung umgesetzt. Durch diese Liberalisierungen sanken die Preise für britische Konsumenten durchschnittlich um 8–10 %.
In den 1980er und 1990er Jahren änderten sich unter Thatcher das Verhalten und die Struktur der britischen Arbeitsbeziehungen erheblich: Gewerkschaftsmitgliedschaften sanken und die Verhandlungsmacht von Gewerkschaften wurde geschwächt. Dies war zum Teil auf die hohe Arbeitslosigkeit und die gewerkschaftsfeindliche Gesetzgebung in den 1980er Jahren zurückzuführen, war aber auch in hohem Maße durch den zunehmenden internationalen Wettbewerb durch die Liberalisierungen des Handels verursacht. In den 1980er Jahren war ein Anstieg des Produktivitätszuwachses in gewerkschaftlich organisierten Unternehmen zu verzeichnen, da organisatorische Veränderungen unter dem Druck des Wettbewerbs stattfanden. Insgesamt war die Schwächung der Gewerkschaften im Zusammenhang mit der Zunahme des ausländischen Wettbewerbs für den kräftigen Produktivitätszuwachs der Wirtschaft des Vereinigten Königreichs erheblich verantwortlich.
Zusammengefasst war der Thatcherismus eine Lösung für die Probleme, die zu der früheren Wirtschaftsschwäche geführt hatten. Die Reformen förderten eher die effektive Verbreitung existierender Technologien als die Erfindung neuer Innovationen, sie wirkten sich daher stärker auf die Verringerung der Ineffizienz als auf die Förderung des investitionsbedingten Wachstums aus. Die Reformen erhöhten die Produktivität sowie das Wirtschaftswachstum und senkten die inflationsstabile Arbeitslosenquote. Kritiker der Thatcher-Regierung führen die starke Zunahme an sozialer Ungleichheit an: Unter Thatchers Amtszeit stieg der Gini-Koeffizient um 9 Prozentpunkte an. Die abschließende Bewertung hängt daher stark von Werturteilen über die relative Bedeutung der Einkommensverteilung und des Wirtschaftswachstums als politischen Zielen ab.

## Angebotspolitik in Deutschland

### Abkehr vom Paradigma der „Globalsteuerung“ und Regierung Kohl
Eine als „Globalsteuerung“ bezeichnete Konjunkturpolitik löste die Ordnungspolitik Ludwig Erhards 1966/1967 infolge einer Rezession ab. Im Rahmen dieser Globalsteuerung sollte der Staat aktiv die gesamtgesellschaftlichen Nachfrage steuern, was aber nicht die gewünschten wirtschaftlichen Erfolge brachte. In der Bundesrepublik wurde daher seit etwa Mitte der 1970er Jahre die Wirksamkeit keynesianischer Konzepte zunehmend bezweifelt. Die Umsetzung einer Angebotspolitik als Alternative scheiterte in der von 1969 bis 1982 dauernden Phase der sozialliberalen Koalition jedoch zunächst am Widerstand der SPD (und der Gewerkschaften), die weiterhin an ihren nachfrageorientierten Konzepten festhielt.

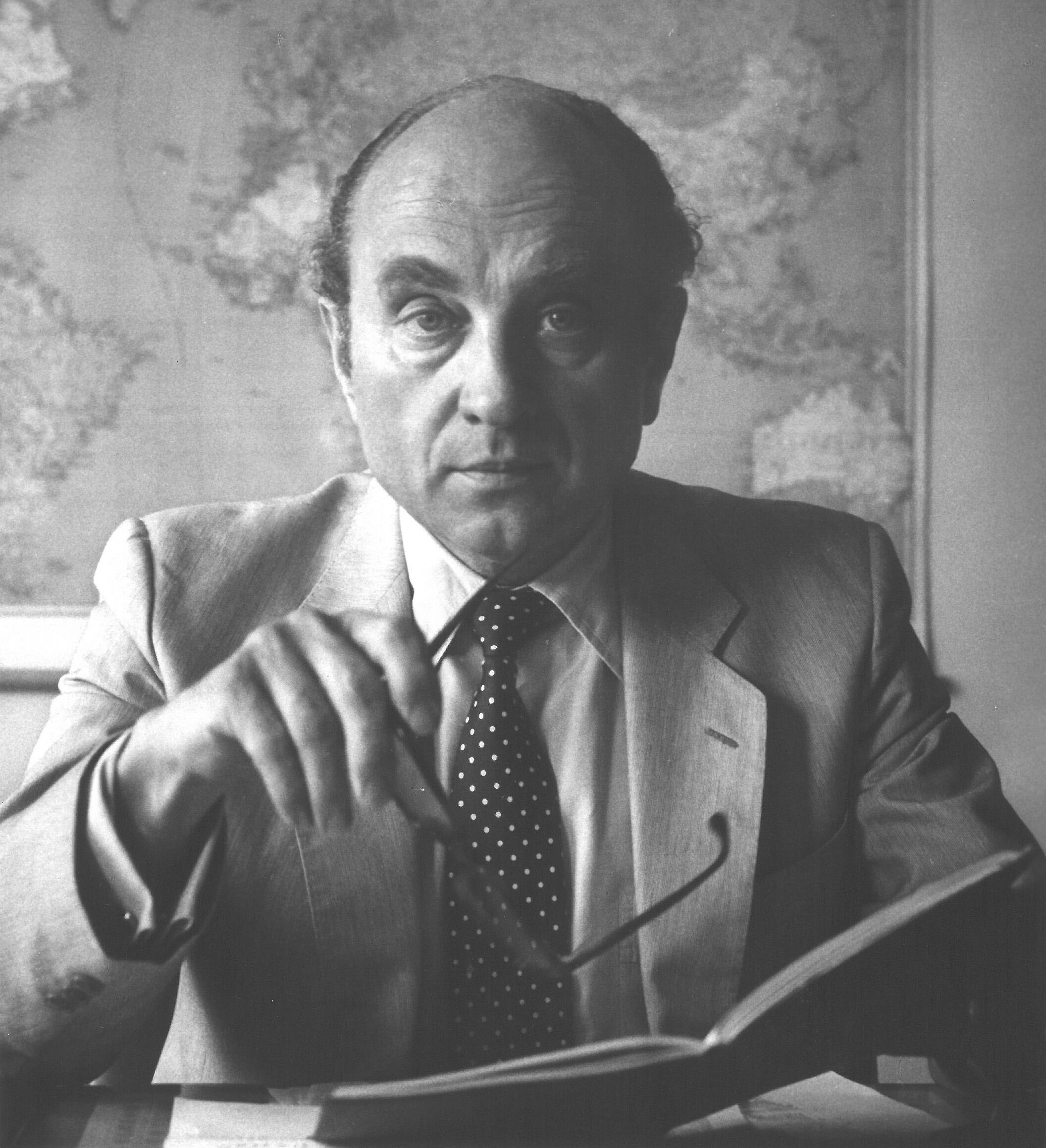
Otto Graf Lambsdorff

Als die ohnehin hohe Arbeitslosigkeit in Deutschland infolge der zweiten Ölpreiskrise 1979 abermals stieg und eine immer höhere Staatsverschuldung den Bundeshaushalt zunehmend in Schwierigkeiten brachte, endete der sozial- und wirtschaftspolitische Konsens zwischen den Regierungsparteien. Die endgültige Abkehr der Regierung von keynesianischen Konzepten markierte das Thesenpapier Konzept für eine Politik zur Überwindung der Wachstumsschwäche und zur Bekämpfung der Arbeitslosigkeit. Es wurde auch als „Lambsdorff-Papier“ bekannt, welches der damalige Wirtschaftsminister Otto Graf Lambsdorff Bundeskanzler Schmidt im September 1982 vorlegte. Es kam daraufhin zum Bruch der sozialliberalen Koalition. Die FDP ging eine neue Koalition mit der CDU/CSU unter Bundeskanzler Kohl ein.
Kohl plädierte in seiner Regierungserklärung 1983 für eine „Rückführung des Staates auf seine Kernaufgaben“ und lehnte Beschäftigungsprogramme ab, da sie „Milliarden verschlungen haben, ohne die Lage am Arbeitsmarkt stabilisieren zu können“. Die Regierung hatte bereits zum 1. Januar 1983 Einsparungen beim Kindergeld sowie bei der Renten- und Arbeitslosenversicherung eingeführt. Später wurden die Belastungen für Unternehmen gesenkt in der Hoffnung, dadurch deren Investitionsbereitschaft zu erhöhen. Die Unternehmensgewinne stiegen zwar, doch die Investitionsneigung blieb niedrig, anders als von der Theorie der Angebotspolitik vorhergesagt. Ab den 80er Jahren senkte die Regierung in mehreren Schritten die Einkommensteuer nach dem Vorbild Reagans in den USA.
Als weiteres Instrument der Angebotspolitik wurden Privatisierungen eingesetzt. So gab es eine Zunahme der Privatisierung bei den industriellen Bundesbeteiligungen, indem teilweise oder vollständig Anteile aufgegeben wurden z. B. an der Volkswagen AG, VIAG AG, VEBA AG und Salzgitter AG. Da der Erlös dieser Privatisierungen aus dem Zeitraum von 1983 bis 1990 im Verhältnis zum Gesamthaushalt relativ gering war, waren die Entscheidungen zur Privatisierung von Bundesbeteiligungen nicht haushalts- sondern ordnungspolitisch begründet.
Privatisierungen wurden aber nicht nur auf die Industrie, sondern auch auf die öffentliche Versorgung bzw. hoheitliche Aufgaben angewendet. Zum Beispiel beschloss das Kohl-Kabinett III 1988 die Bundespost zu privatisieren, was 1989 in der Postreform umgesetzt wurde. Ferner wurde ab 1992 durch Gesetzesänderungen die Privatisierung der Bundesanstalt für Flugsicherung als Deutsche Flugsicherung GmbH eingeleitet. In der Mitte der 1990er Jahre wurden die Auswirkungen vorhergehender Angebotspolitik sichtbar, nämlich ein Bedürfnis der Bürger nach sozialer Sicherheit. In der Folge wurde die Angebotspolitik nicht in Frage gestellt, sondern vielmehr fortgesetzt durch Deregulierung und weitere Flexibilisierung der Beschäftigungsverhältnisse.
Kohl berief 1995 den Sachverständigenrat ‚Schlanker Staat’ ein, der den Abbau von staatlichen Leistungen fachlich und politisch begleitete und 1997 seinen Abschlussbericht vorlegte. Das Leitbild für den Umbau des Wohlfahrtsstaates zum „Wettbewerbsstaat“ wurde über die Wirtschaft hinaus auch auf andere gesellschaftliche Bereiche ausgedehnt (z. B. die Öffentliche Verwaltung, das Bildungssystem wie den Gesundheits- und Sozialsektor). Das Ziel war deren Effizienz zu steigern und in nichtökonomischen Bereichen ein ökonomisches Denken einzuführen.
Eine Stärkung des privaten Sektors und mehr Wettbewerb hatte beispielsweise im Gesundheitssektor 1995 die Einführung der umlagefinanzierten Pflegeversicherung zur Folge. Anbietervielfalt sollte erreicht werden, indem das betreffende Gesetz nicht nur den gemeinnützigen Diensten einen Vorrang vor den öffentlichen Trägern einräumte, sondern auch den privatwirtschaftlichen Anbietern. Darauf stieg auf dem Pflegemarkt in den 90er Jahren die Zahl der Großunternehmen, einige davon als Aktiengesellschaften.
1997 bemängelte Heiner Flassbeck (Deutsches Institut für Wirtschaftsforschung), dass die Angebotspolitik seit Beginn der Ära Kohl erfolglos versucht habe, die Investitionstätigkeit anzukurbeln. Der Verwaltungswissenschaftler Heinz-Jürgen Dahme kam 2008 im Rückblick zu dem Ergebnis, die Regierung Kohl habe die Angebotspolitik in kleinen Schritten durchgesetzt. Stefan Kooths (Kiel Institut für Weltwirtschaft) betrachtete es hingegen rückblickend als den „sicher größten Erfolg des Sachverständigenrates zur Begutachtung der gesamtwirtschaftlichen Entwicklung in den 70er Jahren und darüber hinaus.“ Letzterer habe anstelle einer nachfrageorientierten Politik das Angehen grundsätzlicher Strukturprobleme in den Mittelpunkt gestellt, um so „die Grundlage für ein tragfähiges Wachstumsmodell zu schaffen.“ Diese ökonomische Empfehlung politisch umzusetzen bemühten sich Kohl und später Gerhard Schröder.

### Regierung Schröder und die Agenda 2010

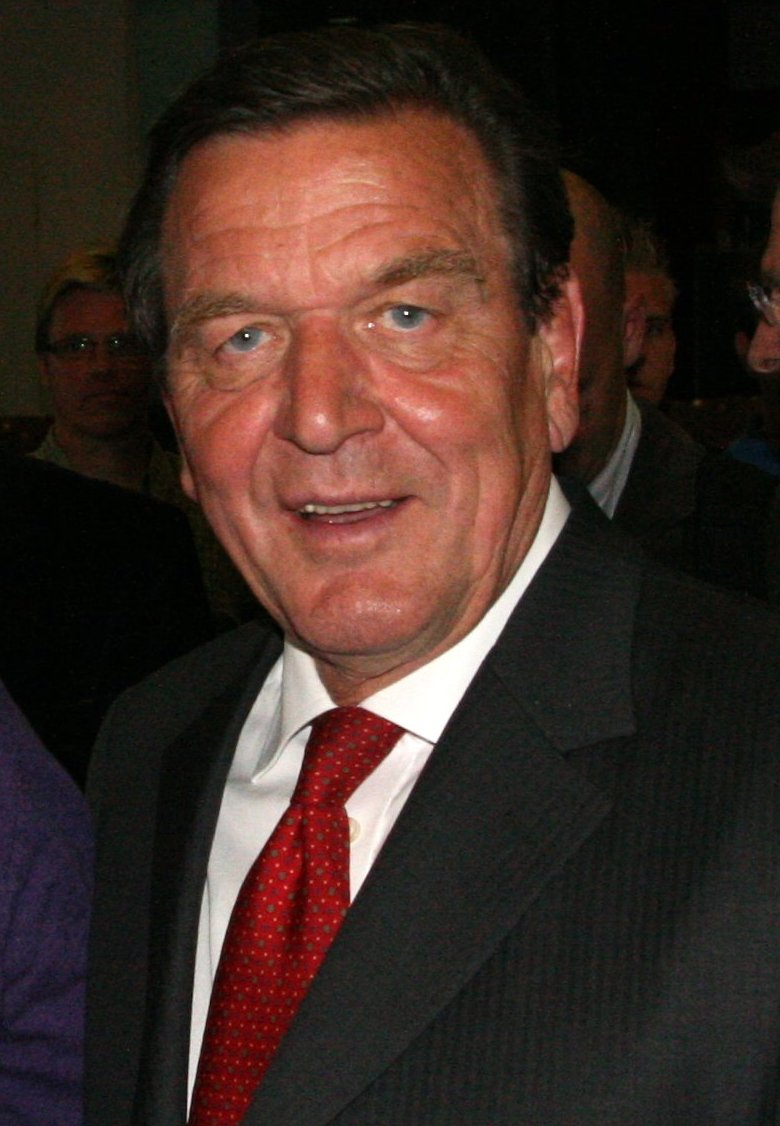
Gerhard Schröder führte angebotsorientierte Reformen auf dem Arbeitsmarkt durch

In der von 1998 bis 2005 unter Bundeskanzler Gerhard Schröder regierenden rot-grünen Koalition spielten angebotsorientierte Maßnahmen eine wesentliche Rolle. Wie schon in der Regierung Kohl zuvor wurde damit auf konjunkturpolitische Maßnahmen keynesianischer Prägung verzichtet.
Konkret wurde mit der Minijobreform des Jahres 1999 und daran anschließend mit den sogenannten Hartz-Reformen in Deutschland ein Niedriglohnsektor mit dem Ziel geschaffen, die hohe Arbeitslosigkeit insbesondere der Geringqualifizierten zu reduzieren. Dabei entstanden durch die nun gesunkenen Lohnkosten auf der Angebotsseite Geschäftsmodelle und damit verbundene Arbeitsplätze, was (dem Say’schen Theorem entsprechend) zu Nachfrage nach wenig qualifizierter Arbeit führte. Die Notwendigkeit der Entstehung dieser Arbeitsplätze für Geringqualifizierte ergab sich aus der hohen Arbeitslosenquote (über 10 %) in Deutschland um das Jahr 2000. Der Arbeitsmarktforscher Ulrich Walwei (IAB, Konrad-Adenauer-Stiftung) vertritt die Ansicht, dass insbesondere durch die Reformen des Arbeitsmarkts der Regierung Schröder im Rahmen der Agenda 2010 die Arbeitslosenquote verringert werden konnten. Er verwies dazu auf die im Vergleich zu 2005 aktuell deutlich geringere Anzahl der Arbeitslosen in Deutschland. Nach Ansicht von Marcel Fratzscher hat die Agenda 2010 und Entschlossenheit der Unternehmer und Arbeitnehmer die Wirtschaftskrise der frühen 2000er Jahre beendet.

### 2020er Jahre
Der Parteichef der FDP, Christian Lindner, forderte unter anderem 2021 und 2023 die Regierung zu einer angebotsorientierten Politik auf. Auch der CDU-Parteivorsitzende Friedrich Merz sieht in Angebotspolitik eine Gegenmaßnahmen bei Rezessionen. Der Lobby- und Berufsverband Wirtschaftsrat der CDU befürwortet ebenfalls eine Angebotspolitik.

## Instrumente der Angebotspolitik
Um den theoretisch beschriebenen Effekt der Verbesserungen der Angebotsseite zu erzielen, beinhaltet das Konzept der Angebotspolitik eine Reihe von Instrumenten. Die angebotsseitige Politik zielt darauf ab, das Gesamtangebot im Gegensatz zur Gesamtnachfrage zu erhöhen, wodurch Produktion und Beschäftigung gesteigert und gleichzeitig die Preise für Konsumenten gesenkt werden sollen.
Im Wesentlichen können vier Dimensionen von angebotsorientierter Wirtschaftspolitik definiert werden:
1. Investitionen in Humankapital z. B. durch Bildung und die Förderung von Technologietransfers und Übernahme von effizienteren Geschäftsprozessen zur Verbesserung der Produktivität, d. h. dem Output pro Arbeitnehmer.
2. Steuersenkungen, um Anreize für Arbeit, Investitionen und unternehmerisches Risiko zu schaffen.
3. Investitionen in neue Investitionsgüter sowie Forschung und Entwicklung zur weiteren Verbesserung der Produktivität. Wenn Unternehmen die Möglichkeit haben, Investitionsgüter schneller abzuschreiben (z. B. über ein Jahr im Gegensatz zu 10), erhalten sie Anreize zum Kauf solcher Güter.
4. Deregulierung und Privatisierung, um die Gründung und Expansion von Unternehmen zu fördern.

Ein Vorteil solcher Maßnahmen besteht darin, dass durch die Verlagerung der aggregierten Angebotsfunktion die Preise gesenkt werden können und gleichzeitig Produktion und Beschäftigung steigen. Dies steht im Gegensatz zu nachfrageseitigen Maßnahmen (z. B. höhere Staatsausgaben), die selbst bei Erfolg tendenziell Inflationsdruck erzeugen (d. h. das Gesamtpreisniveau erhöhen), wenn sich die Gesamtnachfragefunktion entsprechend verschiebt. Infrastrukturinvestitionen sind ein Beispiel für eine Politik, die sowohl nachfrage- als auch angebotsseitige Elemente aufweist.
Daneben ist Freihandel ein Ziel von angebotsorientierte Wirtschaftspolitik. D.h. wie andere Regulierungen auch, sollen Regulierungen, die den Zugang zu einem Markt einschränken, abgebaut werden z. B. Zölle und nichttarifäre Handelshemmnisse. Dadurch sollen sich Effizienzgewinne für Ökonomien und niedrigere Preise für Konsumenten durch erhöhte Konkurrenz ergeben.
Eine weitere Dimension kommt der Geldpolitik zu. Für die Unternehmen ist ein stabiles Währungssystem unabdingbar. Daher sind Inflation und Deflation schädlich. Aufgabe der Zentralbanken ist daher eine Sicherung der Preisniveaustabilität. Angebotspolitische Geldpolitik steht dem Monetarismus nahe.

### Laffer-Kurve
Im Extremfall argumentierten die Vertreter der Angebotspolitik, dass die Anreizeffekte der Angebotspolitik wahrscheinlich so groß seien, dass eine erhebliche Senkung der Steuersätze die Steuereinnahmen tatsächlich erhöhen würde. Bei gesenkten Steuersätzen würden mehr Menschen arbeiten und Einkommen verdienen, und Unternehmen würden mehr Gewinne erzielen, so dass die nun erhöhte Bemessungsgrundlage einer Steuer (Gewinne, Verkäufe und Einkommen) die Senkungen der Steuersätze aufwiegen würden, was zu einem Anstieg der Staatseinnahmen führen würde. 

Eine asymmetrische Laffer-Kurve mit einem maximalen Steuerumsatzpunkt von rund 70 %.

Eine der wichtigsten Modelle um eine (aus Sicht der angebotsorientierten Steuerpolitik) optimal ausbalancierte Besteuerung zu ermitteln, stellt die Laffer-Kurve dar. Sie behandelt das Verhältnis von Steuersätzen und den Steuereinnahmen des Staates. Zunächst muss festgestellt werden, dass Steuersätze und Steuereinnahmen zwei separate Größen sind. Dabei wird angenommen, dass bei den extremen Steuersätzen von 0 % und 100 % dieselben Steuereinnahmen erzielt werden, nämlich null. Das heißt, dass es einen Wert zwischen 0 und 100 % gibt, bei dem die Steuereinnahmen maximal werden. Es existiert also ein optimaler Steuersatz, bei dem maximale Steuereinnahmen erzielt werden. Viele angebotspolitische Ökonomen argumentieren, dass Steuersenkungen paradoxerweise zu höheren Steuereinnahmen führen können, gerade weil durch die Steuersenkungen der optimale Steuersatz erreicht wird.
Einige Ökonomen sehen diese These durch die in der Folge von Steuersenkungen aufgetretenen Haushaltsdefizite als widerlegt an. So sanken die Einnahmen enorm, als die Reagan-Administration unter Berufung auf die Laffer-Kurve die Steuern 1981 senkte. Ab 1982 wurden als Gegenmaßnahme unter anderem einige Steuerschlupflöcher behoben, was einen Teil der sinkenden Einnahmen ausglich. Andere Ökonomen halten die Annahmen der Laffer-Kurve für grundsätzlich zutreffend und sehen in den Haushaltsdefiziten sogar einen Beleg für die These, die Kurve sei richtig. Man hätte sich nur über die Lage des Scheitelpunkts geirrt.

## Empirische Untersuchungen

### Effekte von Steuersenkungen

#### Steuereinnahmen
Befürworter der Angebotspolitik argumentieren, dass Steuersenkungen aufgrund der positiven Auswirkungen auf das Wirtschaftswachstum zu einem Anstieg der gesamten Steuereinnahmen führen können. Dieser Zusammenhang wird von Modellen der neoklassischen Wachstumstheorie gestützt. Allerdings wird argumentiert, dass bei gegenwärtigen Steuersätzen in den Industrieländern Steuersenkungen nicht zu höheren Einnahmen führen würden.
Eine 1999 durchgeführte Studie des Ökonomen Austan Goolsbee untersuchte die Effekte der Steuersenkungen in den USA seit den 1920er Jahren. Die Studie kam zu dem Ergebnis, dass die Senkung von Spitzensteuersätzen nur geringen Einfluss auf das Wirtschaftswachstum hatte. Goolsbee wies darauf hin, dass Steuersenkungen bei den gegenwärtigen US-Steuersätzen nicht selbsttragend seien.
Eine Studie der Ökonomen Mathias Trabandt und Harald Uhlig zur Maximierung von Steuereinnahmen mit der Laffer-Kurve kommt zu dem Schluss, dass die Lohnsteuern in den USA um bis zu 30 % und die Kapitalertragssteuern um 6 % erhöht werden könnten. In der EU-14 kommt die Studie auf Werte für Steuererhöhungen von 8 % für Lohn- und 1 % für Kapitalertragssteuern. Andererseits würde eine dynamische Bewertungsanalyse zeigen, dass sich 54 % einer Lohnsteuersenkung und 79 % einer Kapitalsteuersenkung in der EU-14 selbst finanzierten.
Eine Studie von Emmanuel Saez kommt zu dem Ergebnis, dass die US-amerikanischen Steuersätze auf der linken Seite der Laffer-Kurve liegen. Steuererhöhungen würden somit zu höheren Gesamteinnahmen führen.

#### Leistungsverhalten
Mit Steuersenkungen sollen sich laut Angebotspolitik die Leistungsanreize für Arbeit erhöhen. Bei gegenteiligen Maßnahmen, Steuererhöhungen, reagieren Steuerpflichtige mit höheren Einkommen jedoch kaum mit ihrem realwirtschaftlichen Leistungsverhalten auf die Besteuerung, also etwa bei Arbeitszeit und -umfang oder Bildungs- und Karriereentscheidungen. Dafür reagieren sie mit Steuervermeidung. Berechnungen mit „Optimalsteuermodellen“ zeigen, dass die Spitzensteuersätze bedeutend höher ausfallen könnten, wenn die Steuervermeidung stärker eingeschränkt würde.

#### Einkommensverteilung
Es besteht ein wissenschaftlicher Konsens darüber, dass eine Senkung der Einkommensteuer ebenso wie der Körperschaftssteuer die Einkommensungleichheit erhöht.
Ökonomen der OECD sehen in progressiven Einkommenssteuern das effizienteste Mittel, um Einkommensungleichheiten zu reduzieren. Die Autoren heben dabei besonders das australische Steuer- und Abgabensystem hervor, welches unter dem OECD-Schnitt für die Gesamtsteuerlast liegt, dem aber trotzdem eine überdurchschnittliche Reduktion der Einkommensungleichheit gelingt. Dies wird besonders auf progressive Einkommenssteuern und effiziente Geld-Transfers zurückgeführt, während die sonstigen Steuern und Abgaben möglichst gering gehalten werden. Deutschland hingegen hätte eine im OECD-Schnitt relativ hohe Gesamtsteuerlast und würde trotzdem nur eine ähnliche Reduktion der Einkommensungleichheit erreichen, wie Australien.

### Effekte von Freihandel
Es besteht ein breiter wissenschaftlicher Konsens, dass die Abschaffung von Zöllen und nichttarifären Handelshemmnissen zu höherem Wirtschaftswachstum, niedrigeren Preisen für Konsumenten und mehr Arbeitsplätzen führt.

### Effekte von Deregulierung

#### Arbeitsmärkte
Eine Übersichtsarbeit von 2011 bewertete die Effekte von einzelnen Regulierungen des Arbeitsmarktes unterschiedlich wie folgt:
- Gewerkschaftliche Lohnabschlüsse und Mindestlöhne komprimierten die Lohnverteilung insgesamt, insbesondere im unteren Bereich, und verringern das geschlechtsspezifische Lohngefälle.
- Die Einführung eines Klagerechts für Arbeitnehmer bei Kündigung führte zu einer Kapitalvertiefung (und vermutlich zu einer höheren Arbeitsproduktivität), aber zu einer geringeren totalen Faktorproduktivität.
- Ein Anspruch auf Elternzeit erhöhte das Arbeitskräfteangebot durch Frauen, da entsprechende Leistungen nur in Anspruch genommen werden können, wenn man zuvor überhaupt erwerbstätig war. Wenn die bezahlte Elternzeit über einen längeren Zeitraum (z. B. drei Jahre) zur Verfügung stand, senkte die Regelung die relativen Löhne der Frauen, da die Unterbrechung der Erwerbstätigkeit dann länger anhielt.

In einer Metaanalyse von 881 Erhebungen aus 75 Veröffentlichungen wurden die Auswirkungen von Veränderungen beim Beschäftigungsschutz auf Arbeitslosigkeit untersucht. Demnach ist die durchschnittliche Auswirkung des Beschäftigungsschutzes auf Arbeitslosigkeit null.
Eine Studie der OECD von 2012 anhand von 32 Ländern kam zu dem Ergebnis, dass mit dem Anteil der befristet Beschäftigten an der Bevölkerung die Lohneinkommensungleichheit ansteigt. Eine Staff Discussion Note des Internationalen Währungsfonds von 2015 mit Berücksichtigung von Daten zur Flexibilisierung des Arbeitsmarktes des Weltwirtschaftsforums weist auf einen negativen Zusammenhang zwischen Arbeitsmarktflexibilität, Einkommensungleichheit und Wirtschaftswachstum hin. Eine höhere Flexibilität des Arbeitsmarktes gehe mit einer ungleicheren Einkommensverteilung einher. Wenn der Einkommensanteil der Reichen steige, dann nehme das BIP-Wachstum mittelfristig ab. Andere Forschende kamen jedoch zu anderen Ergebnissen.

#### Gütermärkte
Es besteht ein breiter wissenschaftlicher Konsens, dass Deregulierungen von Gütermärkten die Produktivität und das Wirtschaftswachstum erhöhen und die Preise für Konsumenten senken. Dazu zählen zum Beispiel die Deregulierung der Paket- und Briefzustellung, des Fernbus und Taxi-Gewerbes oder des Telekommunikationssektors.

### Effekte von Investitionen

#### Humankapital
Unter Humankapital versteht man die Summe aller menschlichen Gewohnheiten, Wissen, sozialen Verhaltensweisen und Persönlichkeitsmerkmalen (einschließlich Kreativität), die wirtschaftlichen Wert erzeugen können. Zu Investitionen in Humankapital zählen damit z. B. die Ausgaben für Erziehung, sowie berufliche Aus- und Weiterbildung. Es besteht ein breiter wissenschaftlicher Konsens, dass Investitionen in Humankapital die Produktivität, das Wirtschaftswachstum und das Beschäftigungswachstum erhöhen und Investitionen in sekundäre Bildung die Einkommensungleichheit senken.
Von der OECD werden 3 Faktoren besonders hervorgehoben: Investitionen in frühkindliche Bildung, eine möglichst späte Bildungsselektion (auf verschiedene Schularten), und eine sehr enge Verzahnung von Schule und Elternhaus. Diese Maßnahmen können sich über die gesamte Lebensdauer eines Menschen stark auszahlen, insbesondere für die am stärksten benachteiligten Personen. Diese Empfehlungen werden durch verschiedene bildungsökonomische Studien gestützt.

#### Innovationen
Verschiedene Studien kommen zu dem Ergebnis, dass erhöhte Ausgaben für Innovationen durch Forschung und Entwicklung, etwa durch staatliche Förderungen und Steuererleichterungen für Unternehmen, zu erhöhtem Wirtschaftswachstum führen.

## Kritik

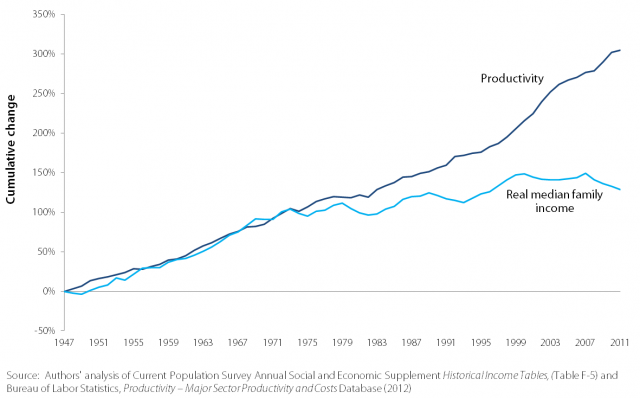
Der Einkommenszuwachs einer durchschnittlichen amerikanischen Familie entwickelte sich bis Anfang der 1970er Jahre parallel zu dem Produktivitätszuwachs. Danach blieb der Einkommenszuwachs deutlich hinter dem Produktivitätszuwachs zurück.

Angebotspolitik wird dafür kritisiert, einen Wettlauf um die niedrigsten Standards (Race to the bottom) einzuleiten. Der Versuch, die Verhandlungsposition der Arbeitnehmer zu schwächen, um Lohn- und Preissteigerungen unter das Niveau des Produktivitätswachstum zu drücken, führe zu einem Teufelskreis. In dem Maß, wie die Nachfrageschwäche das Wirtschaftswachstum mindere, versuche jedes einzelne Land, über eine Steigerung der preislichen Wettbewerbsfähigkeit durch Lohnzurückhaltung Exportüberschüsse zu erwirtschaften, um die Arbeitslosigkeit zu vermindern (auf Kosten der anderen Länder), wobei die Nachfrage aber noch weiter geschwächt werde. Das Ergebnis sei eine globale Nachfrageschwäche und ein schwaches Wirtschaftswachstum, das weit unter dem Potenzialwachstum liege.
Vertreter des linksliberalen und der Demokratischen Partei nahestehenden Center for American Progress gehen von einer kontraproduktiven Wirkung der politischen Maßnahmen aus, die sich auf die Trickle-Down-Theorie berufen. Demnach werden die finanziellen Mittel, die durch Steuersenkungen für Reiche frei werden, von diesen nicht für Konsum genutzt oder in Produktionsmittel investiert. Sie würden vielmehr gespart, für Kapitalanlagen genutzt oder in Steuerparadiese überführt. Dies sorge für eine höhere Ungleichheit und einem Mangel an finanziellen Mitteln in mittleren und unteren Einkommensschichten. Dieser finanzielle Mangel senkt die Nachfrage und damit letztlich auch das Wirtschaftswachstum.
Eine 2002 unter Ökonomen durchgeführte Umfrage der University of Chicago Booth School of Business kam zu dem Ergebnis, dass bei den gegenwärtigen US-Steuersätzen ein Konsens gegen positiven Auswirkungen von Steuersenkungen auf das Wirtschaftswachstum bestehe. Eine Umfrage aus dem Jahr 2012 unter führenden Ökonomen stellte einen Konsens zur These fest, dass eine Senkung des US-Lohnsteuersatzes die Steuereinnahmen nicht erhöhen würde.